# بازجذب (زیست‌شناسی)
بازجذب یا تحلیل (به انگلیسی: Resorption) عبارت است از جذب سلول‌ها یا بافت به داخل دستگاه گردش خون، که معمولاً توسط استئوکلاست‌ها انجام می‌شود.
انواع بازجذب عبارتند از:
- تحلیل استخوان
- تحلیل فتق دیسک
- تحلیل دندان[۲]
- جذب جنین
- جذب خون

## همچنین ببینید
- جذب مواد مغزی در گیاهان